# Louis-Ovide Brunet
Louis-Ovide Brunet (Quebec, 10 de março de 1826 — Quebec, 2 de outubro de 1876) foi um clérigo católico e botânico canadense. É considerado um dos fundadores da botânica canadense.

## Vida
Brunet nasceu na cidade de Quebec em 10 de março de 1826, filho de Jean-Olivier Brunet, um comerciante, e Cécile Lagueux. A partir de 1844, ele foi educado no Séminaire de Québec, e foi ordenado em 10 de outubro de 1848. Ele foi para os próximos dez anos empregado como missionário, cura e pároco. Após a partida de seu antigo mentor, o abade Edward John Horan, ele foi em 1858 nomeado professor de ciências em sua alma mater, que se tornou Université Laval em 1852, após a concessão de uma Carta Real pela rainha Vitória. 
Após a demissão do mineralogista Thomas Sterry Hunt, Brunet o sucedeu como Presidente de História Natural. Sua experiência como botânico se desenvolveu após trabalho de campo em Ontário e Quebec, bem como dois anos em visitas a herbários europeus e um curso de palestras na Sorbonne, no Jardin des Plantes e no Muséum national d'Histoire naturelle em Paris, França. 
Ele se correspondeu com o famoso botânico americano Asa Gray, que o encorajou a realizar um levantamento da flora canadense. Esta obra, iniciada em 1860 e abrangendo mais de 582 páginas, nunca foi publicada, em parte como resultado de sua antecipação em 1862 com a publicação de Flore canadienne por seu concorrente Léon Provancher. 
Em 1870 ele publicou seu primeiro grande trabalho botânico, Éléments de botanique et de physiologie végétale, suivis d'une petite flore simple et facile pour aider à découvrir les noms des plantes les plus communes au Canada. No entanto, o sucesso lhe escapou e, com a saúde debilitada, ele se aposentou aos 44 anos na casa de sua mãe e irmã. Ele morreu na cidade de Quebec em 2 de outubro de 1876.

## Publicações
- Catalogue des plantes canadiennes contenues dans l'herbier de l'Universite Laval et recueilles pendant les annees Brunet, Ovide. Quebec. (1858-1865.)
- Catalogue des Vegetaux Ligneux du Canada pour Servir a l'Intelligence des Collections de Bois Economiques Envoyees a l'Exposition Universelle de Paris, 1867, par l'abbe Ovide Brunet Brunet, Ovide. Quebec. (1858-1865.)
- Éléments de botanique et de physiologie végétale, suivis d’une petite flore simple et facile pour aider à découvrir les noms des plantes les plus communes au Canada Brunet, Ovide. Quebec. (1870)